# Selva Central
La Selva Central es una región subtropical ubicada en el centro del Perú y ocupa el 10 % del territorio peruano y está repartido entre las regiones de Junín, Pasco, Departamento de Huánuco, Departamento de Ucayali y la parte más austral del Loreto conocido como Bota azul y la zona más boreal de las regiones de Huancavelica y Cusco.

## Geografía de la selva central
Ubicada entre los 700 y 2000 m s. n. m., la selva central limita por el oeste con los Suni, al norte con la Rupa-Rupa, al sur con la Yunga fluvial y al este con la Selva baja y al sureste con la Selva alta, la selva central a diferencia de la selva amazónica presenta un clima fresco y templado aunque cuenta con grandes ríos como el Ene, Perené y el Mantaro.

## Economía
En la selva central predomina la economía del café y el cacao, cultivos destinados a la exportación. Este espacio se articula mediante una red de centros urbanos pequeños y medianos, como Villa Rica, en Pasco, y La Merced, Satipo y Pichanaqui en Junín. En este espacio geográfico convive la población de la etnia yánesha y los ‘colonos’, migrantes de la sierra que se han instalado hace décadas en las ciudades y centros poblados.
En la zona los índices de pobreza son altos; a modo de ejemplo, en el distrito de Oxapampa aproximadamente 62 % de la población total es pobre o pobre extremo, de acuerdo al Plan de Desarrollo Concertado del distrito de Oxapampa 2009–2021. Pese a todo, la zona atrae migración estacional sobre todo de la sierra para el trabajo en la cosecha del café y el cacao. De hecho, lo andino está permeando el espacio de la selva central y generando nuevas expectativas y formas de ser «de la selva».
Desco trabaja en la selva central de Junín y Pasco desde 1998 en la cuenca del río Yurinaki (distrito del Perené, provincia de Chanchamayo). Desde 2004 está presente en la cuenca del río Entaz, distrito de Villa Rica, provincia de Oxapampa, y desde el 2009 inicia sus acciones de desarrollo en la cuenca del río Palcazú, en la misma provincia. Interviene en los territorios a través de cuatro componentes temáticos:
- El componente I: Productivo y mercado, relacionado con la producción, valor agregado, comercialización de café, cacao y cultivos complementarios.
- El componente II: Seguridad alimentaria y nutricional, que aborda la producción para autoconsumo (parcelas familiares y crianza de animales menores), los aspectos de salud, nutrición y promoción de la vivienda saludable.
- El componente III: Medio ambiente y turismo rural, relacionado con la conservación, preservación de bosques tropicales, áreas naturales protegidas, y aprovechando sus potencialidades para el desarrollo turístico
- El componente IV: Organización y gestión local, centrado en el fortalecimiento de las asociaciones de productores, productoras y de apoyo en la gestión local en la implementación de procesos concertados de desarrollo.

## Historia
Lo que actualmente llamamos genéricamente con el nombre de “selva central” ingresó de manera muy temprana a la historia de la conquista española cuando, en 1535, el capitán Alonso de Alvarado, al mando de 13 soldados, hizo su ingreso a la zona de Chachapoyas donde fundó, al año siguiente, una ciudad con el nombre de “San Juan de la Frontera”. El mismo Alvarado, pocos años más tarde, penetra en el valle del Huallaga y fundó la ciudad de Moyobamba (1539). Por su lado, Alonso Mercadillo, utilizando la entrada de Huánuco, ingresa al señorío de los chupaychus y, siguiendo el curso del Huallaga, llega hasta la zona de Maynas (1540). Todos estos pueblos o pequeñas ciudades, fundados en la Ceja de Selva, tuvieron para los españoles una especial importancia. Se trataba de centros políticos-administrativos que permitirían la penetración a la Selva Baja. Asimismo, estas poblaciones dinamizaron la vida económica de la Amazonía pues no solo fueron unidades agrícolas sino que también se convirtieron en puntos de producción artesanal.
Esta historia, como sabemos, fue paralela a otra más fantástica o mítica, pero también trágica. Inmediatamente después de la conquista europea, la amazonía se convirtió en el territorio de la búsqueda de El Dorado. Fueron muchas las expediciones que, infructuosamente, intentaron descubrir aquella “ciudad de oro” que algunos mitos europeos o leyendas incaicas despertaron la ambición de los aventureros. Los nombres de Gonzalo Pizarro, Francisco de Orellana, Pedro de Candia, Pedro de Ursúa o Lope de Aguirre están asociados a esta quimera o, más aún a una ilusión que las propias autoridades alentaron hábilmente para evitar alguna revuelta o deshacerse de individuos problemáticos.
Sin embargo, hasta inicios del siglo XVII, los españoles no habían explorado de manera detallada la zona de Chanchamayo. Según el padre D. Ortiz, «al estudiarse la historia de los descubrimientos geográficos en el Perú, sorprende ver que los conquistadores, aventureros y misioneros que ya habían recorrido casi en toda su extensión el territorio peruano y penetrado en la montaña por los puntos más apartados y extremos del norte y del sur, esto es, al oriente del Cusco y , por la región amazónica, sin embargo, antes de 1634 ninguno había atravesado la cordillera oriental y penetrado en la región de los bosques en la parte central al oriente de Lima, hallándose la montaña de Chanchamayo a una distancia tan corta. Bien puede ser que se haya hecho alguna expedición, pero lamentablemente no está citada por los historiadores».
Actualmente ejecuta proyectos de mejora de productividad en cacao con equidad de género, de seguridad alimentaria y turismo con fondos de la cooperación vasca, italiana, española y del gobierno peruano.

### Las misiones y la ocupación de la Selva Central
Sin duda, fueron los frailes y clérigos los que exploraron la selva llevando la evangelización, la Biblia y la Cruz, los forjadores de la integración de la amazonía al territorio del Virreinato, primero, y la República peruana, después. Fueron ellos, también los que escribieron la historia, describieron la geografía y estudiaron las lenguas y las costumbres de los pueblos amazónicos. Los testimonios dan cuenta de más de 140 pueblos fundados por ellos y unas 170 crónicas, con descripciones e informes de valor incalculable. Hoy, centenares de miles de aborígenes que hablan, profesan la religión católica y votan en las elecciones lo hacen gracias a esta larga historia que se remonta al siglo XVII.
En efecto, si llevamos este tema al terreno puramente histórico, la acción de los misioneros católicos en la Amazonia, durante los siglos XVII y XVIII, ha sido objeto de duras críticas como de reconocimiento por los esfuerzos que realizaron por “civilizar” a los indios amazónicos. Fueron los jesuitas y los franciscanos quienes jugaron un papel fundamental en el proceso misional del oriente peruano. En este sentido, la actividad misional fue apoyada por la fuerza de las armas, empleada especialmente cuando la población aborigen oponía resistencia al establecimiento de las reducciones efectuada por los curas misioneros.
Para el padre Armando Nieto, la historia de estas misiones es grandiosa y estimulante por el heroísmo desplegado debido a las dificultades y obstáculos enormes de todo tipo: impenetrabilidad de los bosques, peligros mortales de pongos y turbiones, clima tórrido, pesado y malsano; fieras y serpientes, enfermedades tropicales, hostilidad y desconfianza por parte de las tribus; la barrera lingüística por la infinidad de dialectos; carencia absoluta de comodidades y de un mínimo de existencia cilvilizada. En realidad, cuando leemos las relaciones o crónicas de los misionesros se percibe un aliento caso sobrehumano, alentado por el impulso de la fe, capaz de sobrellevar cualquier tipo de adversidad.
Jesuitas y franciscanos se repartieron el territorio. Los jesuitas cubrieron la región nor oriental, especialmente al zona comprendida por los ríos Marañón y sus afluentes (Nieva, Santiago y Morona), Amazonas, Napo, Ucayali y parte del Huallaga. Su centro de operaciones estuvo en Quito. Desde allí penetraron, siguiendo la ruta de Orellana, hasta fundar Maynas, en 1638.

### Los franciscanos y el Cerro de la Sal
Los frailes de San Francisco fueron los que se reservaron la Selva Central, utilizando las entradas de Huánuco y Andamarca. Hasta inicios del siglo XVIII, realizan entradas a los indios de motilones (Chachapoyas, Moyobamba y Lamas) y a los indios panataguas de Huánuco. Asimismo, a Chanchamayo, la zona oriental de Jauja, a los indios cholones e hibitos (misión de Cajamarquilla o Pataz) y a las provincias de Urubamba y Madre de Dios.
Al igual que los jesuitas, se preocuparon en fundar pueblos y reducciones para intruir a los indios en la religión católica. Para fundar estos pueblos se valieron de obsequios y otros ofrecimientos; en ocasiones, el uso de la fuerza también fue un método para conseguir sus objetivos. Pero, a diferencia de los jesuitas, los franciscanos tuvieron que enfrentar una resistencia mucho mayor por parte de los grupos a quienes pretendieron “civilizar”.
Ya en 1580, los franciscanos habían fundado un convento en Huánuco. Desde allí incursionaron por el Huallaga donde fundaron varias reducciones, en el señorío de los panatahuas. Un año especialmente clave fue 1635 cuando intentaron ingresar al Cerro de la Sal, sabiendo que a ese lugar acudían grupos de diversas tribus para aprovisionarse de aquel producto. Ese año fundaron el pueblo de Quimiri (la Merced), en las inmediaciones del Cerro de la Sal, con el propósito de conquistarlo.
Pero ¿cómo era el Cerro de la Sal? Los testimonios más detallados, en realidad, corresponden al siglo XIX. Uno de los que llegó al lugar fue el sabio italiano Antonio Raimondi quien nos dejó la siguiente descripción: «Hacia el oriente de la gran cordillera nevada que ladea la extensa laguna de Junín o de Chinchaycocha, se desprende un ramal, dirigiéndose al Este y luego al Sur Este, dividiendo las aguas que van al río Pachitea, de las que afluyen al río Chanchamayo. El remate de este ramal de la cordillera, es formado por el famoso Cerro de la Sal, así llamado porque tiene una gran veta de sal gemma… Este célebre cerro, al que recurren para proveerse de sal, los nativos de distintas naciones, fue descubierto por los misioneros franciscanos, siendo el primero que lo visitó Fray Jerónimo Jiménez en el año de 1635, que ingresa por las montañas de Huancabamba, llegando al Cerro de La Sal, para posteriormente remontar a Chanchamayo, desde su confluencia con el río Paucartambo donde fundara la primera población con el nombre de San Buenaventura de Quimiri, que sería posteriormente el primer pueblo de La Merced… Dos caminos se abrieron por esta región; el principal y el más remoto fue el de la quebrada de Tarma y Acobamba, siguiendo después el curso del río Chanchamayo, hasta dos leguas más allá del río Paucartambo y el Valle de Huancabamba, pasando por la población del mismo nombre, que fuera fundada por los misioneros, poco antes de la entrada del padre Jiménez, quien siguió esta ruta para llegar al Cerro de la Sal».
Por su parte, el misionero José Amich nos presenta la siguiente descripción: «En este paisaje se eleva dicho cerro como un pan de gran altura, poblado de monte, excepto en la cumbre que solamente tiene algunos matorrales de palmas… Este cerro tiene una veta de sal, que desde la cumbre corre al sur oeste por espacio de más de tres leguas y, otras tantas hacia el noreste; dicha veta de sal tiene de ancho regularmente treinta varas. La sal es de piedra mezclada con algún barro colorado… El Cerro de La Sal es muy famoso por el gran concurso de indios infieles, que las naciones más remotas de la montaña acuden a él por sal; porque dentro de la montaña no hay salinas, entonces les es forzoso venir a este cerro a buscarla, los uno para su uso y consumo y otros para comercializar con ella otras cosas que necesitan las otras naciones… El Cerro de La Sal es un verdadero punto estratégico; por un lado domina la hoya del río Chanchamayo, y por el norte domina la del Pachitea; pues el Pichis, afluente de este último río, tiene algunas vertientes en el mismo Cerro de la Sal… Fray Jerónimo Jiménez, construye en el Cerro de la Sal una capilla con el nombre de San Francisco de Salinas, luego funda el pueblo de Quimiri con el nombre de San Buenaventura de Quimiri a la izquierda de las orillas del río Chanchamayo. En esta gesta de conquista misionera en la ruta descrita, también interviene el Padre Cristóbal Larios, que en compañía del Fray Jiménez son muertos con flechas por los nativos en el año de 1637».

## Flora y fauna de la selva central
La selva central cuenta con una gran diversidad de flora y fauna logrando ocupar a la primera son varios grupos y algunos de estos son los Blechnaceae, Aspleniaceae, Polypodiaceae, etc. La fauna también cuenta con una fuerte diversidad tanto de animales de la selva amazónica y de los andes peruanos como también propios de este lugar.
En la selva central cuenta con Áreas protegidas reconocidas por el estado siendo el Santuario Nacional Pampa Hermosa en Tarma y Chanchamayo y el Parque nacional Yanachaga-Chemillén en Oxapampa, dos de los más importantes de esta zona subtropical